# Свиридово (Тульская область)
Свиридово — опустевшая деревня в Тульской области России. С точки зрения административно-территориального устройства входит в Шелепинский сельский округ Алексинского района. В плане местного самоуправления входит в состав муниципального образования город Алексин.

## География
Находится в северо-западной части региона, в пределах северо-восточного склона Среднерусской возвышенности, в подзоне широколиственных лесов, в 20 км к востоку от Алексина.
Абсолютная высота — 227 метров над уровнем моря.

### Климат
Климат на территории деревни, как и во всём районе, характеризуется как умеренно континентальный, с ярко выраженными сезонами года. Средняя температура воздуха летнего периода — 16 — 20 °C (абсолютный максимум — 38 °С); зимнего периода — −5 — −12 °C (абсолютный минимум — −46 °С).
Снежный покров держится в среднем 130—145 дней в году.
Среднегодовое количество осадков — 650—730 мм..

## История
В 17 — начале 18 в. Свиридово (под названием Свиридовка) относилось к Подгородному стану Алексинского уезда.
До революции 1917 года относилось к  Спас-Конинской волости Алексинского уезда.
Жители были приписаны к епархии в с. Серебрянь. Во время коллективизации 1930-х годов в селе организован колхоз имени Пугачёва.
Решением исполнительного комитета Тульского областного Совета народных депутатов от 20.08.81 N 9-454 «Об изменениях в административно-территориальном делении районов области» была исключена из учётных данных. Восстановлена Постановлением Администрации Тульской области от 12 марта 2009 года № 111 «О признании утратившими силу некоторых решений исполнительного комитета Тульского областного Совета народных депутатов».

## Население
| 2010 |
| ---- |
| 0    |

## Инфраструктура
Было развито сельское хозяйство .

## Транспорт
Просёлочные дороги.